# Narcissus romieuxii
Narcissus romieuxii és una planta amb flor, espècie del gènere Narcís. Aquest narcís floreix al principi de l'hivern, de desembre a febrer i és un endemisme dels Marroc. Té tres subespècies: N. cantabricus, N. serotinus i N. viridiflorus., dins el gènere Narcissus, encara que el grup romieuxii estaria més separat de Bulbocodium que de Cantabricus.

## Descripció
Planta herbàcia bulbosa d'uns 28-66 cm d'alçada, glabra. El bulb és subglobós amb túniques externes de tipus membranoses d'un color castany fosc, que es perllonga en una beina d'uns 42-67 mm. El peduncle florífer llarg i sense fulles. l'escap, és de secció estretament el·líptica, és estriat i fistulós.
Narcissus romieuxii subsp. romieuxii arriba fins als 7-10 cms amb boniques flors d'un color sofre pàl·lid, àmpliament campanulades amb els pètals tant llargs com la corona. Les anteres dels estams són de color groc pàl·lid. La varietat rifanus de Narcissus romieuxii subsp. romieuxii es diferencia perquè té els segments del periant més llargs que la corona i les anteres són d'un color groc una mica més fosc.

### Fulles
Són linears, de marge llis, de secció estretament el·líptica, amb dues quilles poc marcades en la cara dorsal, cobertes per la prolongació de les túniques externes del bulb.

### Flors
- L'espata és membranosa, lanceolada i embeinadora a la base.
- Les flors són pedicelades, el tub del periant es va eixamplant gradualment cap a l'àpex, i són de color blanc-groguenc cremós.

## Taxonomia
Narcissus romieuxii va ser descrita per Braun-Blanq. & Maire i publicat a Bulletin de la Société d'Histoire Naturelle de l'Afrique du Nord 13: 192, a l'any 1922.
Etimologia
Narcissus nom genèric que fa referència del jove narcisista de la mitologia grega Νάρκισσος (Narkissos) fill del déu riu Cefís i de la nimfa Liríope; que es distingia per la seva bellesa.
El nom deriva de la paraula grega: ναρκὰο, narkào (= narcòtic) i es refereix a l'olor penetrant i embriagant de les flors d'algunes espècies (alguns sostenen que la paraula deriva de la paraula persa نرگس i que es pronuncia Nargis, que indica que aquesta planta és embriagadora).
romieuxii: epítet
Varietats acceptades
- Narcissus romieuxii subsp. albidus (Emb. & Maire) A.Fern.
- Narcissus romieuxii subsp. jacquemoudii (Fern.Casas) Zonn.
- Narcissus romieuxii subsp. romieuxii

Sinonímia
- Narcissus bulbocodium subsp. romieuxii (Braun-Blanq. & Maire) Emb. & Maire (1929)
- Narcissus romieuxii subsp. romieuxii
- Narcissus bulbocodium var. mesatlanticus Emb. & Maire (1929)
- Narcissus romieuxii var. rifanus (Emb. & Maire) A.Fern.
- Narcissus bulbocodium var. rifanus Emb. & Maire (1929)
- Narcissus bulbocodium var. candicans (Haw.) Pau[3]